# モラルハラスメント
モラルハラスメント（仏: harcèlement moral）とは、肉体的暴力行為ではなく、言葉、態度、身振り（ジェスチャー）、文書などによるハラスメントのことである。略す場合は、モラハラという。

## 概要
肉体的暴力はふるわず、言葉や態度などで嫌がらせをし、いじめること。精神的暴力、精神的虐待。
加害者に加害意識や罪悪感がなく、被害者の側が自己否定や自己嫌悪に陥るような、巧妙な精神的暴力による支配関係がモラルハラスメントの特徴とされている。
フランスの精神科医のマリー＝フランス・イルゴイエンヌが1998年の著書で提唱した概念であり、「倫理上の」や「精神的な」の意味をもつフランス語の「モラル（moral）」と、嫌がらせを意味するアルセルマン（harcèlement）を組み合わせた造語であり、それを英語に訳したmoral harassment（モラルハラスメント）が日本でも知られるようになった。外傷が残るなど顕在化（見える化）しやすい肉体的な暴力と違い、言葉や態度等によって行われる精神的暴力は眼には見えづらいため、潜在的なものとして長く放置されていたが、イルゴイエンヌが提唱したので一般にもその深刻さが理解されるようになり、概念が浸透しつつある。
イルゴイエンヌは、社会は精神的な暴力に対しては対応が甘いが、精神的な暴力は肉体的な暴力と同じ程度に、場合によっては肉体的な暴力以上に人を傷つけるもので犯罪であると述べる。フランスにおいては、1998年時点では、社会は精神的な暴力に対しては対応が甘く、肉体的な暴力に対して厳しいので、その点が問題だという 。イルゴイエンヌは、セラピストとしてたくさんの被害者に接してきた結果、被害者が加害者の攻撃から身を守ることがいかに難しいか、よく知っている。ストレスは行き過ぎなければ心身に深い傷を与えないが、これに対してモラル・ハラスメントは、心身に深い傷を与えるのが普通の状態なのである。「モラルハラスメントがどれほど被害者の心身の健康に破壊的な影響を与えるのか、その恐ろしさを嫌と言うほど見てきた。モラルハラスメントは精神的な殺人である」とも述べている。
安冨歩は「moral」というフランス語の「精神の、形而上学の」という意味を考慮に入れ、「harcèlement moral」を「身体的ではなく、精神的・情緒的な次元を通じて行われる継続的ないじめ、いやがらせ、つきまといなどの虐待」と解釈している。安冨歩は「モラル・ハラスメント」は、いやがらせが行われると共にそれが隠蔽されることで成立している、と指摘する。「いやがらせ」と「いやがらせの隠蔽」とが同時に行われる、ということがモラル・ハラスメントの特徴である。
職場上の力関係を背景に行われた際のパワーハラスメントやセクシャルハラスメントも、モラルハラスメントの一種である。

### マリー＝フランス・イルゴイエンヌによる定義
加害者にとり、被害者は人間ではなく「モノ」である。とはいっても、モラル・ハラスメントの被害者に選ばれる人物にも傾向が存在する。被害者は、起こった出来事に対して「自分が悪いのでは」と罪悪感を持ちやすい、誰かに与えることを欲しているという性格が利用される。自己愛的な変質者が欲しているが持っていないものを持っているか、自身の生活のなかから喜びを引き出しているという性格の場合も被害者に選ばれやすい。
加害者は道徳家のように振舞うことが多い。妄想症の人格に近いところがある。しかしながら、加害者が人を支配しようとするのに、妄想症の人間が自身の「力」を用いるのとは対照的に、モラル・ハラスメントの加害者は自身の「魅力」を用いる（婉曲的な表現や倒置法を好んで使うなど）。次に、ひとつひとつを取ってみればとりたてて問題にするほどのことではないと思えるようなささいな事柄・やり方により、被害者の考えや行動を支配・制御しようとする。この段階では、加害者は被害者に罪悪感を与え、周囲には被害者が悪いと思わせようとする。
被害者が自立しようとすると、中傷や罵倒などの精神的な暴力を振るい始める。だが、モラル・ハラスメントのメカニズムが機能しているかぎり、加害者の心には安寧がもたらされるので、被害者以外の人には「感じのいい人」として振る舞うことが出来る。そのため、その人が突然モラル・ハラスメントの加害者として振る舞ったとき、周囲には驚きがもたらされ、時にはハラスメントの否認さえなされる。故に、被害者は自分のほうが悪いのではないかと逡巡し、暴力行為自体は相手が悪いが、原因は自分にあると思考してしまう。
モラル・ハラスメントの加害者が行う個々の攻撃行動は、普通の人でもやってしまうことがあるものだが、普通の人はためらいや罪悪感を伴ってしまうところを、「本物の加害者」は自身のほうが被害者だと考える。反対に、耐えかねた被害者が加害者に肉体的な暴力をふるってしまうこともよく起こる。加害者がそのように仕向けることすらある。
「自己愛的な変質者」、この人達は人々をひきつけ支配下に置き価値観の基準をひっくり返すことができる。集団に混じっていれば集団的倫理観が破壊されてしまう。
加害者は自分のしていることを周りにも、相手にも気づかれないようにして、巧みに被害者を傷つけていく。その結果、被害者は、肉体的にも精神的にもかなり苦しんでいるのにその苦しみの原因がわからず、時には随分時間がたってからようやく自分がモラルハラスメントを受けていた事に気づく。また、何年も経過した後でも被害者は、行動する度に加害者から言われた中傷誹謗や軽蔑の言葉が頭に蘇り、心的外傷後ストレス障害（PTSD）に長期的に悩み苦しむこともよくある。
加藤諦三の指摘
加藤諦三は、モラルハラスメントをする人自身は自分の態度を「愛」だと思い込んでいる、「愛」だと思い込んで相手を支配する「サディズムの変装」が起きている、と指摘する。
加藤諦三によると、親に「勉強しなさい」と言われて子供が「イヤだ」と言っているような関係なら、モラルハラスメントは成立しない。しかしモラルハラスメントが起きている状況では、「なんで誰々さんのようになれないの」と言われて「あんたの子供だからだよ」とはとても言い返せない状態になっている。

## モラル・ハラスメント加害者の人格・心理構造
マリー＝フランス・イルゴイエンヌによると、
「自己愛的な変質者」は、誰かから奪うことを欲している、内心の葛藤を自身で引き受けることが出来ず外部に向ける、自身を守るために他人を破壊する必要を持つという「変質性」を持つ。子供の頃に受けた何かのトラウマによってなる性格だと考えられるが、普通の人なら罪悪感を持ってしまうような言動を平気で出来る、そのような特徴から「症状のない精神病者」と理解される。加害者の攻撃性はナルシシズムが病的に拡大されたものである。
モラル・ハラスメントの加害者は、自分が「常識」であり、真実や善悪の判定者であるかのようにふるまい、優れた人物であるという印象を与えようとし、自分の欠点に気づかないようにするために他人の欠点を暴きたて、称賛してもらうために他人を必要とする。
加害者の論理では、他人を尊重するなどという考えは存在しない。加害者は復讐の気持ちをともなった怒りや恨みも持ち、被害者にすべての責任を押しつけてしまうことによって、ストレスや苦しみから逃れる。相手の弱みを見つけ暴き攻撃することによって優位を保とうとする。この時その相手というのは、自己愛的な変質者の心のなかでは全てに責任のある悪い人間、すなわち破壊されなければならない人間であり、執拗に攻撃を繰り返すのだが、この過程で加害者が相手のアイデンティティーが破壊していくのを見て喜んでいるのには間違いない。
カレン・ホルナイによると、加害者のサディズムは、攻撃的パーソナリティーでは顕著に表れ、直接攻撃でわかりやすいが、迎合的パーソナリティーの人の場合には狡猾に表れる。迎合的パーソナリティーの人によるモラルハラスメントは迎え入れた相手に合わせ、優しい言葉や態度で誘惑し、非言語コミュニケーションを通して相手を攻撃していく。

## モラル・ハラスメント加害者(モラル・ハラスメンター)の特徴・行動パターン
- 罪悪感を持たない。責任を他人に押し付ける[41]。
- パラノイア誘発者としての側面がある[42]。

加藤諦三の指摘
- 強い者には弱く、弱い者には強い[43]。
- 猫なで声や慇懃無礼を発する[44]。
- ある事柄においてのみ感情的恐喝をするのではなく、もともと感情的恐喝が出来る人格である[45]。
- 立派な言葉を使う[46]。
  - しかし、その人の日常生活や内面の世界は、その立派な言葉に相応しいほど立派ではない[47]。
- 際限もなく非現実的なほど高い欲求を周囲の人にする[48]。
- 縁の下の力持ちとなり、自分は「愛の人」となる（本質にあるのは憎しみと幼児性）[49]。
- ターゲットにする相手に対し、前に言ったことと今言うことが矛盾していても、何も気にならない。人を怒鳴っておいて、それが自分にとって不利益になると分かれば態度をがらりと変える[50]。
- 他人の不幸は蜜の味[51]。
- 恩に着せる（自己無価値感が基にある）[52]。
- 恩を売られるのを拒む[53]。
- 不安を煽り、解決し、相手に感謝を捧げさせる（マッチポンプ）。その一方で自分への被害は甚大な被害に扱う[54]。
- しつこい人であることが多い。また、心（人格）に問題がある[55]。

## 被害者の心身への影響
一般的に見られる症状と治療法など。
- 心身症（治療法については「心身症#治療」を参照）
- ストレスによる機能障害（不眠、食欲不振、頭痛、腰痛、イライラなど）（管理・治療法については「ストレス管理」「不眠症#治療」を参照）
- 抑うつ（治療法については「抑うつ#治療」を参照）
- うつ病[57]（治療法については「うつ病#治療」を参照）
- 心的外傷（治療法については「心的外傷#治療」を参照）
- 心的外傷後ストレス障害 (PTSD) （治療法については、「PTSD#治療」を参照）
- アダルトチルドレン[要出典]
- 機能不全家族[要出典]
- 毒親[要出典]

加害者には更生のサポート、被害者には治療をサポートする。

## 被害者の支援法
被害者の支援者は肯定的な対応を行い、加害者と離れることを勧めたり適切な支援機関を紹介をしたりすることが大切である。

## モラル・ハラスメントを扱う条例・法律など
2002年1月には、フランスで、職場におけるモラル・ハラスメントを禁止する法律が制定された。2004年、モラル・ハラスメントは犯罪（Code pénal）となり、実刑懲役1年と1万5千ユーロの罰金となる。2014年8月の法改正により、懲役2年、3万ユーロの罰金（被害の深刻度により実刑・罰金は変動する）。
1993年、スウェーデンでは、企業におけるモラルハラスメントが犯罪として認められる。

## モラル・ハラスメントのセカンド・ハラスメント
セカンド・ハラスメントを行う人には少なくとも三種類ある。
1. 悪質な「担当者」あるいは「専門家」
2. 同じ虐待者に脅かされて混乱している周辺の人物
3. 同じような虐待者によるハラスメント被害を受けており、それを受け入れているお節介な人